# Arza
Arza (en serbe cyrillique : Арза; en albanais : Arrëz) est un village de l'est du Monténégro, dans la municipalité de Podgorica.

## Démographie

### Évolution historique de la population
| 1948 | 1953 | 1961 | 1971 | 1981 | 1991 | 2003 |
| ---- | ---- | ---- | ---- | ---- | ---- | ---- |
| 120  | 104  | 116  | 155  | 156  | 48   | 55   |